# Jure matris
Jure matris — латинська фраза, що означає "по праву матері". Часто зустрічається в законі спадкування, коли шляхетний титул чи інше право переходить від матері до сина. Також використовується в умовах монархії, коли жінка має власний титул й передає його у спадок сину. 
В Середні віки у багатьох країнах було прийнято, що чоловік титулованої дружини здійснював владу від її імені (право Jure uxoris), а іноді після його смерті їх син та спадкоємець мав такі ж привілеї ще за її життя.
Термін, як і саме поняття спільного правління матері і сина, відійшов в історію у кінці Середньовіччя.

## Приклади Jure matris
- Болдуїн III, король Єрусалиму, був королем з 1143 по 1153 рік по праву Jure matris разом з матір'ю, королевою Мелісендою.
- Річард Левине Серце та його брат Джон І були Jure matris герцогами Аквітанії з 1189 по 1199 та з 1199 по 1204 роки відповідно, через їх матір Елеонору Аквітанську, яка була герцогинею Аквітанською свого права (Suo jure).
- Карл V Габсбург, Священний Римський імператор, був королем Кастилії по праву матері Хуани І Кастильської з 1516 по 1555 рік.
- Йосип II, Священний Римський імператор, був ерцгерцогом Австрії з 1765 по 1780 рік по праву своєї матері Марії Терезії.